# Hybos geniculatus
Hybos geniculatus är en tvåvingeart som beskrevs av Wulp 1897. Hybos geniculatus ingår i släktet Hybos och familjen puckeldansflugor. Inga underarter finns listade i Catalogue of Life.